# Embraer ERJ 135
L'Embraer ERJ 135 è un bimotore di linea regionale ad ala bassa prodotto dall'azienda brasiliana Embraer dalla fine degli anni novanta.
Variante di minor dimensioni tra tutta la gamma Embraer ERJ venne sviluppato direttamente dal precedente ERJ 145 con una fusoliera accorciata a minore capienza di posti a sedere.

## Storia

### Sviluppo
Nel 1997 la brasiliana Embraer annunciò il completamento della propria gamma ERJ destinata al mercato dei voli di linea commerciali regionali con un nuovo modello derivato dall'ERJ 145.
L'ERJ 135, questa la sua designazione, venne sviluppato velocemente in quanto manteneva molte parti dell'ERJ 145 e dal quale se ne distingueva essenzialmente per una fusoliera di minore lunghezza che riduceva la capacità dai 50 ai 37 passeggeri.
Il prototipo venne portato in volo per la prima volta nel 1998 ottenendo lo stesso anno le certificazioni necessarie al volo di linea, in Brasile dal Centro Técnico Aeroespacial (CTA) e negli Stati Uniti d'America dalla Federal Aviation Administration (FAA), quindi in Europa dalla Joint Aviation Authorities (JAA) nel 1999.
Le consegne iniziarono nel 1999 con le compagnie lancio Continental Express ed American Eagle. Almeno 132 sono gli esemplari che hanno ottenuto un ordine da diverse compagnie aeree mondiali tra le quali British Midland (poi diventata bmi), Chautauqua Airlines, City Airlines, Flandre Air, JetMagic, Luxair, Proteus Airlines.
Con la nascita di un accordo nel 2003 tra la Embraer e l'azienda cinese Harbin Aviation Industry Group, l'ERJ 135 viene prodotto per il mercato cinese assemblando parti realizzate da aziende esterne all'Embraer.

## Versioni
ERJ 135ER (Extended Range)
versione a medio raggio, modello base ricavato direttamente dall'ERJ 145 con fusoliera ridotta di 13 posti a sedere, per un totale di 37 passeggeri.
ERJ 135LR (Long Range)
versione lungo raggio, caratterizzata da un aumento della capacità di combustibile e motorizzazione più recente.

## Utilizzatori

### Civili

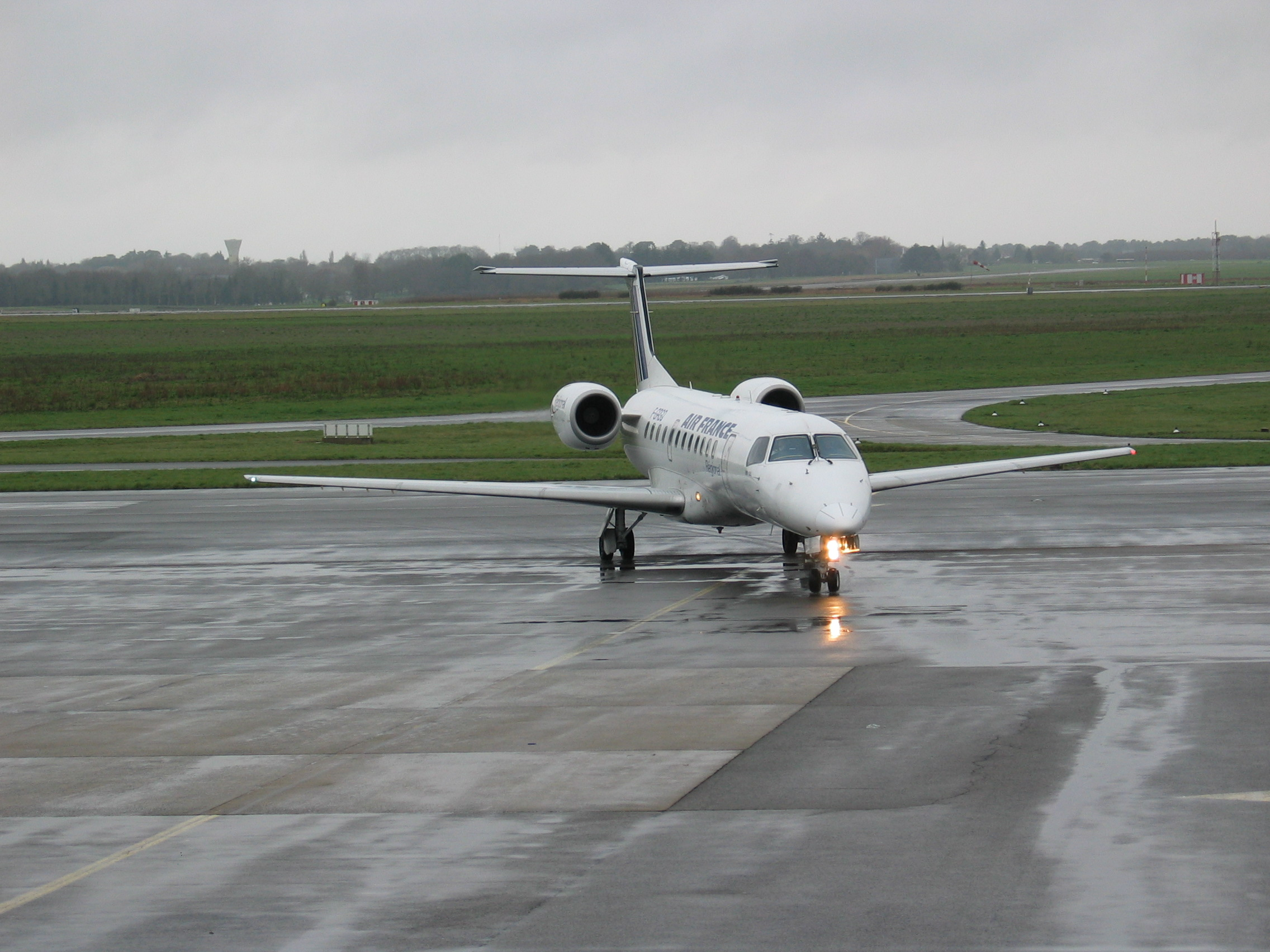
Un ERJ 135 nei colori della compagnia aerea francese Air France.

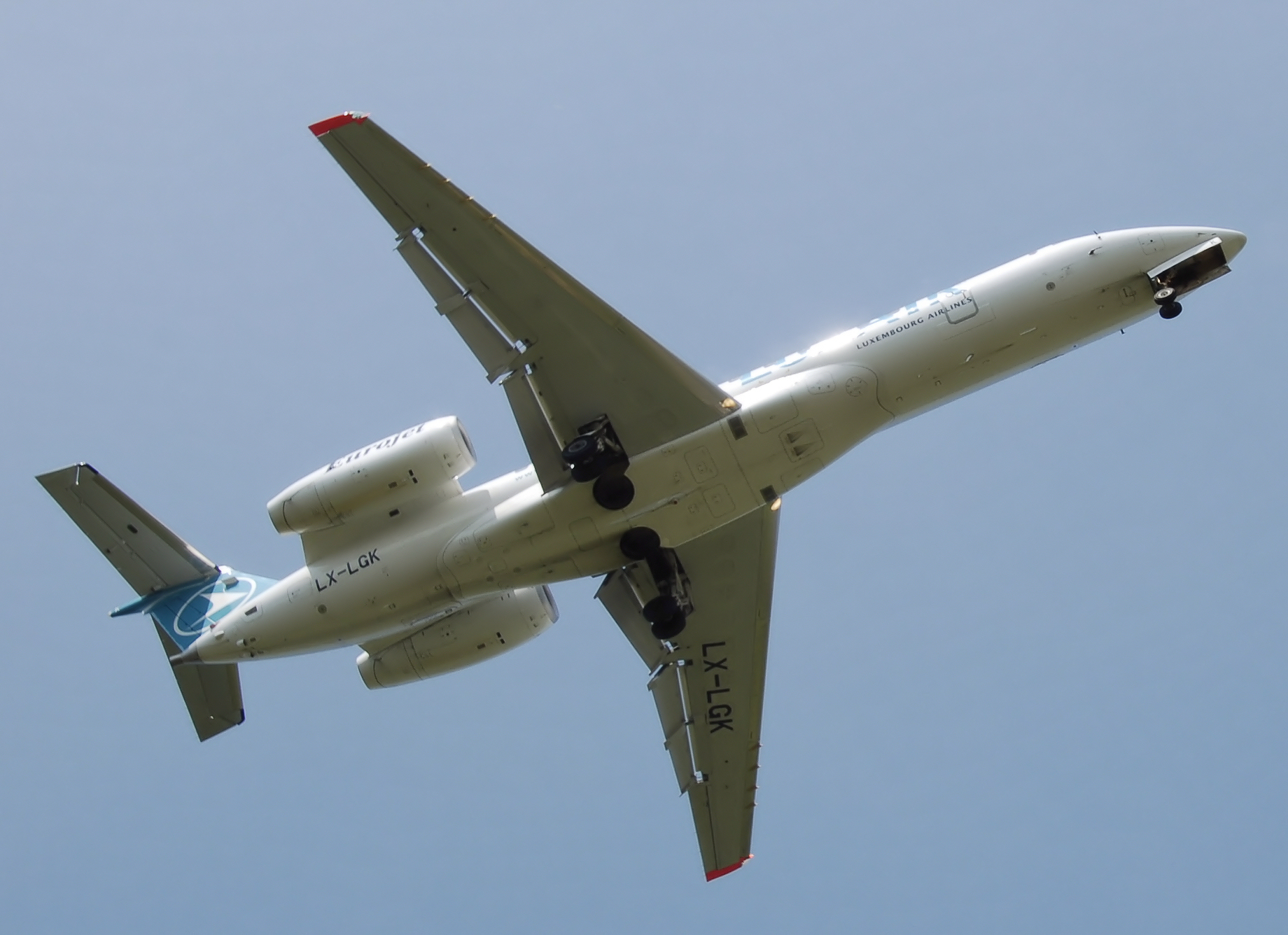
Vista dal basso dell'ERJ 135LR (LX-LGK) della compagnia lussemburghese Luxair in fase di atterraggio all'aeroporto di Londra-Heathrow.

(lista parziale)
 Francia
- Hop!
- Pan European

 Lussemburgo
- Luxair

 Regno Unito
- bmi Regional
- Eastern Airways

 Stati Uniti
- American Airlines
- American Eagle Airlines
- Chautauqua Airlines
- Continental Express

 Sudafrica
- Airlink

 eSwatini
- Swaziland Airlink

### Militari
Cipro
- Dioíkīsī Aeroporías

1 ERJ-135BJ è stato donato a Grecia ad agosto 2022.
 Belgio
- Composante Air de l'armée belge

ERJ 135LR in servizio dal 2001 al 2020.
 Grecia
- Polemikí Aeroporía

3 EMB-135LR consegnati e tutti in servizio al marzo 2021. Un ERJ-135BJ donato a Cipro ad agosto 2022.
 India
- Bhāratīya Vāyu Senā

4 EMB-135BJ consegnati.